# Déclaration extrajudiciaire
En droit de la preuve canadien et québécois, une déclaration extrajudiciaire est une déclaration faite en dehors de l'instance dont la recevabilité en preuve est soumise à diverses règles juridiques. 

## Droit pénal canadien
En général, la prohibition du ouï-dire gouverne l'admissibilité des déclarations extrajudiciaires. Mais il s'agit d'une règle avec de nombreuses exceptions.  

### Déclaration extrajudiciaire de l'accusé
Les déclarations extrajudiciaires de l'accusé peuvent être incriminantes ou disculpatoires. 

#### Déclaration disculpatoire
Si la déclaration disculpatoire (ou déclaration justificative) provient de l'accusé lui-même  ou par l'intermédiaire d'un proche, elle ne sera généralement pas admissible en raison de la prohibition de la preuve préconstituée, puisqu'il s'agit d'une déclaration intéressée. Il existe une exception lorsque la déclaration révèle l'état d'esprit de la personne, les émotions ou l'état physique d'une personne, d'après l'arrêt R. c. Simpson. En outre, si la déclaration est spontanée ou contemporaine à l'arrestation de l'accusé, elle peut être utilisée pour montrer sa réaction à l'arrestation, d'après l'arrêt R. c. Edgar. 
Par ailleurs, une déclaration extrajudiciaire qui ne sert qu'à prouver que la déclaration a été faite  est admissible quand elle a une certaine valeur probante, d'après l'arrêt R. c. O'Brien.

#### Déclaration incriminante
Si la déclaration  est incriminante, la déclaration extrajudiciaire de l'accusé au policier est admissible si elle est faite de manière libre et volontaire, d'après l'arrêt R. c. Hebert. La déclaration extrajudiciaire incriminante au policier n'est pas de la res gestae. Afin de déposer une déclaration extrajudiciaire incriminante de l’accusé faite à des policiers, la poursuite devra faire un voir-dire qui est un mini-procès avec comme objectif de prouver que la déclaration a été faite par un esprit conscient, sans promesse ni menace. La preuve que la déclaration a été faite de la sorte doit être hors de tout doute raisonnable.
Une preuve prima facie que la déclaration provient de l'accusé est suffisante.
Les règles de la confession s'appliquent à la déclaration incriminante, c'est-à-dire le caractère libre, volontaire et conscient de la déclaration. La défense doit soulever un doute quant au travail d'interrogatoire des policiers qui ont obtenu la confession. En cas de doute raisonnable, le juge ne va pas l'admettre en preuve. 
Dans un voir-dire, le procureur de la défense peut attaquer au moyen de contre-interrogatoires des témoins de la poursuite  l'admissibilité de la déclaration incriminante ou bien sous l'angle des règles de la confession, ou bien sous l'angle des droits constitutionnels de la Charte canadienne des droits et libertés, tels que le droit au silence de l'article 7 CCDL ou le droit à l'assistance d'un avocat et le droit d'être informé des motifs de son arrestation de l'article 10 de la Charte canadienne des droits et libertés. La contestation se fait en vertu d'une requête en exclusion de la preuve de l'art. 24 (2) CCDL. Le fardeau de preuve à soulever pour une contestation fondée  sur la Charte canadienne est la balance des probabilités, tandis que c'est le doute raisonnable pour la règle des confessions.   
Les déclarations extrajudiciaires exclues en vertu du droit à l'avocat peuvent inclure les cas où un accusé confesse après qu'on lui ait imposé de parler sans qu'il puisse appeler un avocat. Il inclut aussi les cas où le policier a dénigré l'avocat de l'accusé pour le faire parler, d'après l'arrêt R. c. Burlingham. Et il peut s'agir d'un cas où les policiers ont interrogé l'accusé sans lui fournir un numéro téléphonique de l'aide juridique. Si l'accusé confesse volontairement pendant qu'il tente de rejoindre son avocat, la déclaration est toutefois admissible. La preuve de la renonciation du droit à l'avocat doit être claire, consciente et sans équivoque. 
Lorsqu'une déclaration extrajudiciaire est exclue, elle est exclue de manière définitive, donc il n'est pas possible de poursuivre un contre-interrogatoire sur une déclaration exclue en interrogatoire principal. 
Quant à la manière de recueillir la déclaration extrajudiciaire incriminante, le droit au silence est mis en balance avec le pouvoir des policiers de convaincre l'accusé de passer aux aveux, d'après l'arrêt R. c. Singh. Les policiers ne doivent pas abuser de l'utilisation d'agents banalisés. S'il s'agit seulement d'une écoute passive par un agent banalisé, alors la déclaration sera admissible. Mais si l'agent banalisé utilise des moyens déloyaux pour obtenir une confession comme dans l'arrêt Hebert précité, où un policier habillé en civil s'est fait passer pour un codétenu, la déclaration extrajudiciaire incriminante sera inadmissible. 
Lors de l'enquête sur remise en liberté, cependant, il n'y a pas de véritables contraintes solides sur les déclarations extrajudiciaires, car l'objectif à cette étape de la procédure pénale est de recueillir des informations sur l'accusé. Il s'agit d'un stade de la procédure où la preuve est libre, sauf quant à interroger l'accusé sur l'infraction dont il est inculpé. 
À l'enquête préliminaire, la contestation de l'admissibilité d'une déclaration extrajudiciaire incriminante se fait seulement en vertu de la règle des confessions. Elle ne peut pas se faire en vertu de la Charte canadienne des droits et libertés parce que le juge de l'enquête préliminaire n'a pas le pouvoir statutaire de sanctionner les violations de la Charte. 
D'autre part, la preuve dérivée d'une déclaration extrajudiciaire inadmissible est inadmissible au procès, mais elle est admissible à l'enquête préliminaire. La preuve dérivée d'une  déclaration extrajudiciaire peut concerner par exemple une déclaration sur l'arme du crime ou le vêtement de la victime. Il serait possible de déposer l'arme ou le vêtement à l'enquête préliminaire même si la déclaration est inadmissible en vertu des règles de la confession, mais pas au procès.

### Déclaration extrajudiciaire d'un tiers
Un tiers doit en règle générale témoigner au procès pour que sa déclaration puisse valoir quant au fond, sinon il s'agit de ouï-dire. On ne peut pas faire parler le tiers par la bouche d'une autre personne, sauf s'il s'agit seulement d'établir qu'une déclaration a été faite. 
On ne peut pas non plus en règle générale déposer des déclarations écrites de témoins ordinaires, sauf dans un cas de ouï-dire raisonné où le témoin n'est pas disponible. Il s'agit alors d'établir la nécessité et la fiabilité de la déclaration écrite. 
Le Code criminel prévoit à l'article 715 C.cr. une exception concernant la lecture de la preuve recueillie des témoins qui ont rendu un témoignage dans un procès antérieur sur la même inculpation ou qui a témoigné au cours d'un examen de l’inculpation contre l’accusé ou lors de l’enquête préliminaire sur l’inculpation. La preuve par témoignage peut être lue s'ils refusent de prêter serment ou de témoigner ou s'ils sont morts, aliénés, trop malades pour témoigner ou absents du Canada. 
Une preuve écrite par affidavit est admissible pour faire la preuve d'un bien volé, d'après l'art. 657.1 C.cr.
Si une victime décède avant de pouvoir témoigner, la règle de common law de la déclaration ante mortem permet de mettre en preuve la déclaration de la victime peu de temps avant sa mort concernant les circonstances de son décès.   
Un tiers peut relater les paroles émotives qu'une victime a prononcées avant de décéder, car il s'agit d'un cas de res gestae. En vertu de la règle res gestae, il n'est pas nécessaire de faire témoigner le répartiteur de services d'urgence dans la majorité des cas, car les appels 911 sont généralement faits sous le coup de l'émotion et sont contemporains aux événements et leur contenu est présumé fiable pour cette raison.  
Lors de l'enquête sur remise en liberté, il n'y a pas de véritables contraintes solides sur les déclarations extrajudiciaires, car l'objectif à cette étape de la procédure pénale est de recueillir des informations sur l'accusé. Il s'agit d'un stade de la procédure où la preuve est libre, sauf quant à interroger l'accusé sur l'infraction dont il est inculpé. 
Lors de l'enquête préliminaire, le juge de paix peut permettre à la poursuite de déposer une déclaration antérieure de la victime pour valoir quant au fond de la déclaration en vertu de l'art. 540 (7) C.cr. Cela vise notamment des cas de violence conjugale où la victime a décidé de ne pas témoigner contre son conjoint. 
Si un coaccusé fait une déclaration extrajudiciaire nuisible aux intérêts de l'accusé et que le procès est devant jury, le jury peut avoir de la difficulté à départager entre les coaccusés, et à ce moment la pratique est de faire une requête en procès séparé. Malgré tout, la déclaration extrajudiciaire ne vaut que pour la personne qui fait la déclaration.
Le témoignage de l'enfant à l'extérieur de la salle d'audience dans le cabinet du juge (art. 486.2 C.cr.) n'est pas une déclaration extrajudiciaire, car il s'agit d'un véritable témoignage.
Une déclaration extrajudiciaire d'un tiers peut être de nature incriminante pour lui. Il peut s'agir d'un cas où un tiers est en entrevue avec les policiers à propos de ses amis criminels ou de son conjoint criminel  et qu'il mentionne spontanément aux policiers qu'il avait un intérêt dans l'affaire. À ce moment, s'il n'est pas en état d'arrestation ou détenu au moment où il fait la déclaration extrajudiciaire, il n'a pas de droit au silence et la déclaration sera admissible contre lui dans un procès ultérieur dans la mesure où elle était libre et volontaire.

## Droit civil québécois
En droit civil québécois, la déclaration extrajudiciaire est définie à l'article 2869 du Code civil du Québec  : « La déclaration d’une personne qui ne témoigne pas à l’instance ou celle d’un témoin faite antérieurement à l’instance est admise à titre de témoignage si les parties y consentent; est aussi admise à titre de témoignage la déclaration qui respecte les exigences prévues par le présent chapitre ou par la loi ».
Donc il s'agit ou bien d'une déclaration faite par une personne qui ne témoigne pas, ou bien une déclaration faite par un témoin avant l'instance.
Il y a deux cas d'admissibilité de la déclaration extrajudiciaire : 1) quand les parties y consentent et 2) quand elle respecte les exigences du chapitre du Code civil sur les déclarations extrajudiciaires (articles 2869 à 2874 C.c.Q.) ou par la loi en général. 
La force probante de la déclaration extrajudiciaire est laissée à l'appréciation du tribunal (art. 2845 C.c.Q.). 
Les règles concernant l'aveu extrajudiciaire (art. 2852 C.c.Q.) sont distinctes des règles sur la déclaration extrajudiciaire parce que l'aveu est un mode de preuve distinct. 

### Déclaration extrajudiciaire du témoin qui ne comparaît pas
La règle générale pour l'admissibilité de la déclaration extrajudiciaire du témoin qui ne comparaît pas est à l'art. 2870 al. 1 C.c.Q. .

« 2870. La déclaration faite par une personne qui ne comparaît pas comme témoin, sur des faits au sujet desquels elle aurait pu légalement déposer, peut être admise à titre de témoignage, pourvu que, sur demande et après qu’avis en ait été donné à la partie adverse, le tribunal l’autorise. »

Donc dans le cas d'un témoin non présent, il peut déposer un témoignage écrit sur des faits dont il a personnellement connaissance par ses cinq sens au sens de l'art. 2843 C.c.Q.. mais à condition de demander de pouvoir le faire, d'envoyer un avis à la partie adverse et que ce soit autorisé par le juge. 
L'article 2870 al. 2 C.c.Q. précise que pour que le juge puisse autoriser la déclaration extrajudiciaire du témoin non présent de l'art. 2870 al.1 C.c.Q., la déclaration doit satisfaire à des exigences de nécessité et de fiabilité. Il s'agit des mêmes critères qui sont utilisés pour le ouï-dire raisonné du droit pénal. 
Pour qu'il y ait nécessité, il faut que ce soit déraisonnable ou impossible d'exiger la présence du témoin, souvent en raison du décès, de l'état comateux ou de l'absence prolongée du témoin. 
Pour qu'il y ait le respect du critère de fiabilité, il faut que la déclaration soit porteuse de garanties de fiabilité, par exemple une déclaration faite à un policier, une déclaration sous serment ou une déclaration faite à l'interrogatoire préalable avant l'instruction. Quant au critère de fiabilité, l'article 2870 al. 3 C.c.Q. crée une présomption de fiabilité pour les activités de l'entreprise puisqu'il s'agit d'une déclaration liées au travail de la personne, de même que pour la déclaration spontanée et contemporaine (res gestae) et pour les informations contenue dans un registre exigé par la loi, notamment les procès-verbaux de personnes morales.
La déclaration extrajudiciaire du mourant qui va contre son propre intérêt pécuniaire (dite déclaration ante mortem) est recevable en droit civil québécois, d'après l'arrêt R. c. O'Brien.

### Déclaration extrajudiciaire du témoin qui comparaît
Lorsqu'il est question de la déclaration extrajudiciaire du témoin qui comparaît à l'art. 2871 C.c.Q., il s'agit des règles entourant la possibilité pour un procureur de remettre en cause son témoignage actuel au moyen de la mise en preuve de ses déclarations extrajudiciaires antérieures. 

« Lorsqu’une personne comparait comme témoin, ses déclarations antérieures sur des faits au sujet desquels elle peut légalement déposer, peuvent être admises à titre de témoignage, si elles présentent des garanties suffisamment sérieuses pour pouvoir s’y fier »

Les déclarations judiciaires antérieures admissibles du témoin qui comparaît doivent concerner des faits qu'il peut établir par ses cinq sens (art. 2843 C.c.Q. ). Le critère est moins strict que pour la déclaration extrajudiciaire du témoin qui ne comparaît pas car il n'y a pas le critère de nécessité, il n'y a seulement un critère de fiabilité. 
Il y a deux types de situations sous l'article 2871 C.c.Q. : les déclarations antérieures incompatibles du témoin de la partie adverse et les déclarations antérieures incompatibles du témoin de la partie qui interroge. Dans le premier cas, il s'agit de contredire le témoin pour faire ressortir les choses contradictoires qu'il a dites dans le passé et de prouver l'existence de la déclaration. Dans le deuxième cas, un procureur a le droit de faire ressortir les déclarations antérieures incompatibles de son propre témoin lorsque celui-ci se révolte contre la version des faits que veut présenter le procureur, à condition de demander la permission du tribunal et de s'en tenir à contredire la déclaration du témoin plutôt que sa crédibilité (art. 281 CPC).

### Mise en preuve de la déclaration extrajudiciaire
Les articles 2872 à 2874 C.c.Q. concernent la mise en preuve de la déclaration extrajudiciaire. 
L'article 2872 al. 1 C.c.Q. est une réitération de la règle de la meilleure preuve pour les déclarations extrajudiciaires. Quand la déclaration extrajudiciaires est faite par écrit, il faut que la déclaration extrajudiciaire soit mise en preuve par l'écrit que la constate, comme l'explique la juge dans l'affaire Arturo Gatti.  
L'art. 2872 al. 2 C.c.Q. affirme qu'en l'absence d'écrit, la déclaration extrajudiciaire orale est mise en preuve par le témoignage de l'auteur ou de ceux qui en ont personnellement connaissance.  
L'article 2873 al. 1 C.c.Q. vise un cas particulier où quelqu'un prend des notes écrites sur les paroles de quelqu'un. Si la personne qui parlait a reconnu que les notes écrites reproduisent fidèlement sa déclaration, alors la déclaration peut être mise en preuve la production de cet écrit.  L'art. 2873 al.2 C.c.Q. vise plutôt une situation où quelqu'un écrit quelque chose à la demande du déclarant ou qui prend en note une déclaration faite par quelqu'un qui agit dans l'exercice de ses fonctions (par ex. un agent de la paix ou un expert en sténographie).
D’après l’art. 2874 C.c.Q., la déclaration extrajudiciaire enregistrée par une technique d'enregistrement fiable peut être prouvée par tous moyens, mais il est nécessaire d'en faire une preuve distincte d'authenticité. En laissant faussement entendre qu'il y a une présomption d'intégrité des documents technologiques, la fin de l'article 2874 C.c.Q. entre en conflit avec le texte de la Loi concernant le cadre juridique des technologies de l'information (LCCJTI). La Cour d'appel dans l'arrêt Benisty c. Kloda  est venue trancher le débat en faisant primer le texte de la LCCJTI sur le texte du Code civil car il s'agit d'une loi plus spécialisée. Concrètement, le support de la technologie d'enregistrement est présumé fiable et il n'est pas nécessaire de prouver par ex. qu'un téléphone intelligent est capable d'enregistrer des déclarations. Par contre, si une déclaration a été enregistrée au moyen d'un téléphone intelligent ou d'un autre support technologique comme le courrier électronique, il est tout de même nécessaire de prouver que la personne a fait la déclaration au moyen d'une preuve distincte d'authenticité. Pour faire cette preuve distincte d'authenticité, une partie pourra produire les métadonnées en preuve pour démontrer l'authenticité.